# I Spit on Your Grave: Deja Vu
I Spit on Your Grave: Deja Vu è un film del 2019 diretto da Meir Zarchi, primo sequel ufficiale del rape & revenge Non violentate Jennifer scritto e diretto dallo stesso regista nel 1978.

## Trama
Anni dopo avere subito le violenze, Jennifer Hills racconta la sua storia scrivendo un best seller, oltre a offrire consulenza alle donne vittime di violenza sessuale. Insieme alla figlia Christy, che è diventata una modella di successo, torna nel luogo in cui tutto ebbe inizio. I familiari delle vittime della sua atroce vendetta hanno però giurato a loro volta vendetta sulle tombe dei loro cari uccisi e, capeggiati da Becky, vedova di Johnny Stillman, colgono l'occasione per rapire madre e figlia. Jennifer e Christy vengono rapite appena uscite da un ristorante da Kevin e Scotty, rispettivamente il fratello di Stanley e il cugino di Andy, che le caricano su un furgone dirigendosi alla pompa di benzina di Becky. Quindi anche Becky entra nel furgone e, mentre i sequestratori si dirigono in campagna alla casa di Herman, padre di Matthew, la donna rivela alle sue vittime tutti i suoi intenti vendicativi.
Una volta arrivati a destinazione, Becky e Kevin accompagnano Jennifer da Matthew, mentre a Scotty viene detto di riportare indietro Christy, dato che lei non è coinvolta in questa faccenda. Jennifer viene posta davanti a un cappio montato su un albero e viene obbligata a scavarsi una fossa; la donna riesce però a liberarsi dai tre e a fuggire dopo avere recuperato una pistola dalle mani degli aggressori. Mentre Becky, Kevin, ed Herman organizzano una caccia alla donna, anche Scotty si lascia scappare la giovane Christy, che si impossessa pure del furgone. Durante la sua fuga Jennifer si imbatte in una bizzarra coppia di vecchi che l'aiutano offrendole un passaggio e rendendosi disponibili a contattare uno sceriffo. Viene lasciata in un cimitero, dove sono presenti anche le tombe degli aggressori che uccise anni fa, e qui viene raggiunta da Becky alla guida di un quad, che dapprima la sgozza per poi decapitarla davanti all'ingresso di una chiesa.
Poco dopo sopraggiunge Christy col furgone che si accorge di quanto accaduto; dopo essersi allontanata un attimo per chiedere aiuto all'interno della chiesa vede ripartire il furgone con all'interno il corpo della madre ed è poi a sua volta inseguita da Becky che tiene in mano un fucile. Christy fugge attraverso la vegetazione, ma viene bloccata da Herman e Kevin, il quale la violenta, mentre Herman non riesce ad abusare di lei preso dai sensi di colpa. Poco dopo sopraggiunge pure Becky e anche lei ha intenzione di abusare della giovane, ma Herman, improvvisamente preso dalla rabbia, colpisce i propri compagni e libera Christy lasciandola scappare. Dopo essersi ricomposto il momentaneo dissapore nato tra i quattro sodali, il gruppo sotterra i resti di Jennifer accanto alle tombe delle sue vittime, ritenendo che adesso giustizia è fatta e possono riposare in pace.
Dopo avere vagato per tutta la notte completamente nuda nella foresta, l'indomani Christy s'impossessa dapprima di alcuni abiti stesi presso un'abitazione di campagna e in seguito si dirige alla casa di Herman, dove uccide l'uomo con un colpo di ascia alla schiena finendolo con un proiettile sparato in testa. Ha così inizio il piano di vendetta di Christy, che attrae in un tranello Kevin e Scotty: i due, notando l'automobile di Herman parcheggiata in una strada di campagna, si fermano col furgone e quando Kevin scende nota nei paraggi Christy armata di pistola, che finge di sedurlo fino a praticargli la masturbazione, per poi colpirlo con l'altra mano ai genitali con una bottiglia rotta brandita inizialmente dalla stesso uomo contro Christy. Sentendo le urla di Kevin che sta dissanguandosi accorre anche Scotty, a cui la figlia in cerca di vendetta spara all'inguine, abbassandogli successivamente i pantaloni per sparargli all'interno dell'ano.
A questo punto arriva il faccia a faccia tra Christy e Becky, ma nella lotta corpo a corpo prevale quest'ultima, fortemente determinata nel volere eliminare la "figlia di Satana". Improvvisamente compare dal nulla la bizzarra coppia di vecchi che già aveva aiutato Christy una volta, bastonando Becky fino alla morte. I due rivelano alla donna dove sono nascosti i resti di sua madre, dicendole che è seppellita accanto a suo padre, e quando Christy giunge nel cimitero apprendere di essere la figlia di Johnny Stillman, cosa che sua madre le ha sempre sottaciuto. Mentre i due anziani coniugi scoperchiano la tomba per permettere il recupero dei resti di Jennifer, spunta la nonna di Matthew, che con un calcio fa cadere Christy dentro la fossa e a questo punto si comprende che i due coniugi altri non sono che i genitori di Johnny alla ricerca anch'essi di vendetta.
Christy viene colpita ripetutamente in testa con una pala fino a restare tramortita all'interno della fossa. La ragazza si riprende e a turno uccide con la stessa pala dapprima la nonna di Matthew e poi la madre di Johnny. Il padre di Johnny chiede di essere ucciso anche lui dopo la morte della tanto amata moglie ma, dopo avere aiutato Christy a caricare la salma della madre sul suo pick-up come le aveva promesso in precedenza, viene risparmiato, togliendosi allora egli stesso la vita estraendo una pistola e sparandosi in testa. Il film si conclude con Johnny Jr. e Melissa, i figli di Johnny e Becky, che mentre cercano la madre alla pompa di benzina scorgono passare Christy sul pick-up che risulta loro familiare.

## Produzione
Il regista Meir Zarchi aveva già scritto la sceneggiatura prima del remake del 2010, ma la produzione era stata bloccata a causa della realizzazione del remake e dei relativi seguiti. Nel 2014 è stato annunciato il lancio del primo sequel ufficiale del film originale del 1978, diretto dallo stesso Meir Zarchi e con protagonista Camille Keaton. Nel 2017 è stata resa pubblica la prima immagine del film, mentre nel marzo 2019 l'uscita del poster accompagnato del trailer hanno anticipato la distribuzione in DVD e Blu-ray.

## Distribuzione
Il film è stato distribuito direttamente in formato DVD e Blu-ray negli Stati Uniti d'America il 29 aprile 2019.

## Accoglienza
Zoë Rose Smith di Zobo With A Shotgun elogia l'interpretazione di Jamie Bernadette nel ruolo di Christy Hills ma nel complesso giudica la spietatezza del film come fine a se stessa, notando l'assenza di contenuti significativi e dei riferimenti al femminismo che invece erano presenti nel primo film del 1978.
Secondo Dan Tabor di Cinapse questo film, a differenza degli altri predecessori che rientrano nel sottogenere rape & revenge, si concentra maggiormente sugli aspetti che riguardano la vendetta piuttosto che su quelli inerenti allo stupro. Il fatto che tutti gli abitanti della cittadina rurale sembrano perseguitare le due protagoniste del film riporta alla mente del critico Non aprite quella porta, aggiungendo quasi un elemento surreale alla storia sommandosi alla paranoia e al terrore. Conclude la sua disamina affermando che Zarchi consegna un sequel brutale destinato a essere divisivo fra i fan, ma che sembra l'unico modo di continuare questa storia rimanendo fedele all'originale.